# Metastelma trichophyllum
Metastelma trichophyllum là một loài thực vật có hoa trong họ La bố ma. Loài này được (L.O. Williams) W.D. Stevens mô tả khoa học đầu tiên năm 1988.